# Ludovico Trevisan

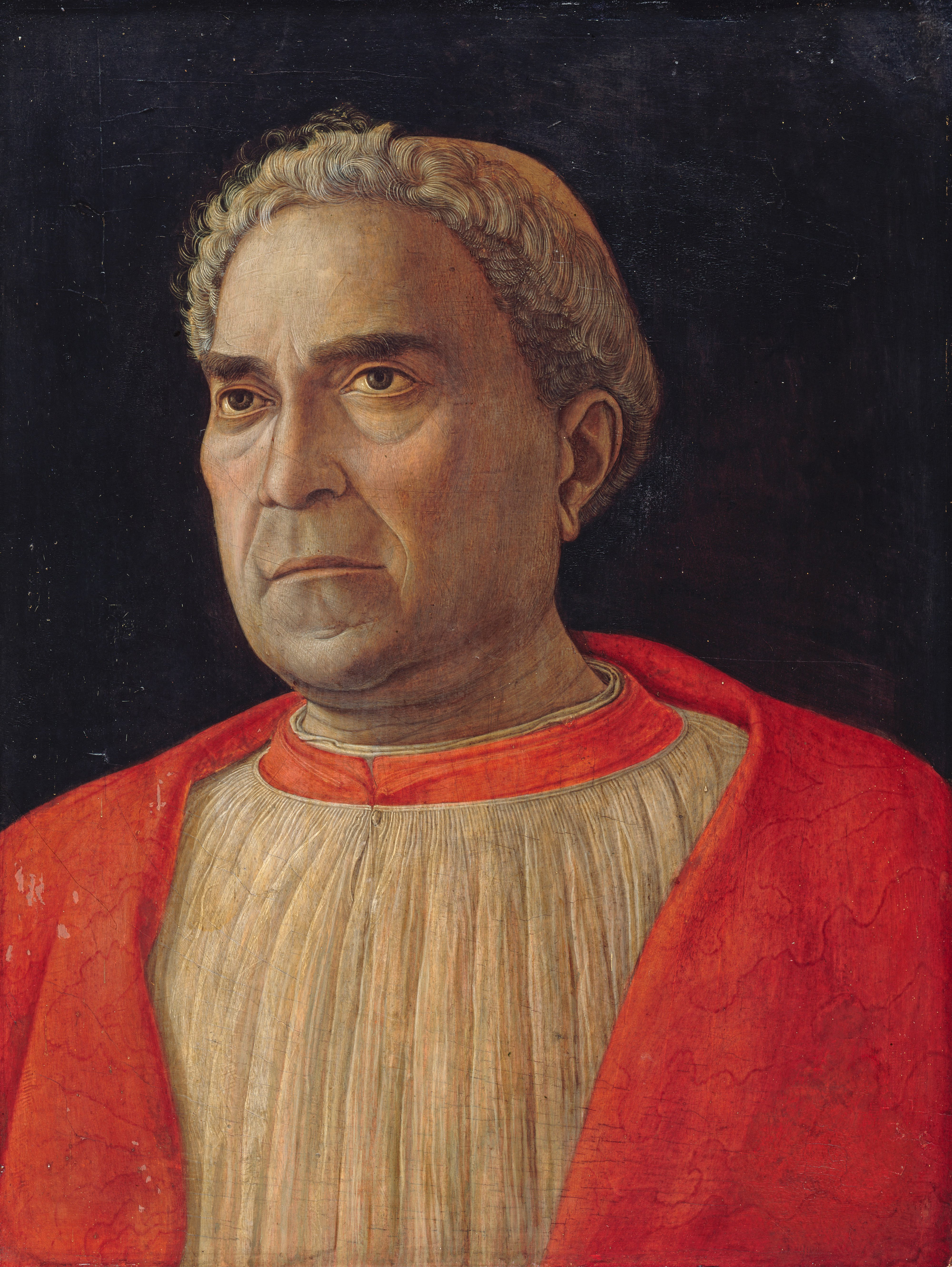
Kardinal Ludovico Trevisan, Gemälde von Andrea Mantegna, um 1460

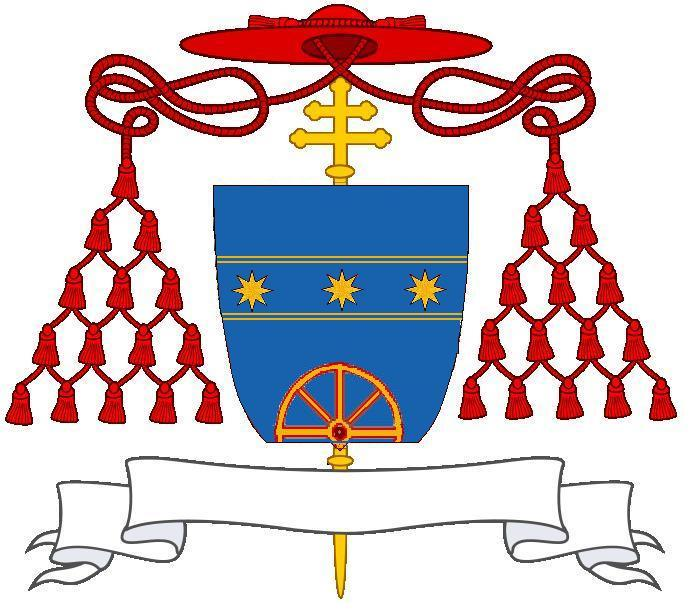
Kardinalswappen (schematische Darstellung)

Ludovico Trevisan(o) (* November 1401 in Venedig; † 22. März 1465 in Rom; fälschlicherweise oft Ludovico Scarampi) war ein Kardinal.

## Leben

### Frühe Jahre
Ludovico Trevisan studierte zunächst Poesie, dann Kunst und Medizin und erlangte 1425 einen Doktortitel. Nach seinen Studien unterrichtete er Medizin in Venedig, ehe ihn Kardinal Gabriele Condulmer um 1430 als Physicus nach Rom holte. Nachdem Condulmer 1431 als Eugen IV. Papst geworden war, ernannte er Trevisan zum cubicularius und Apostolischen Skriptor. Um diese Zeit muss er auch seine Weihen empfangen haben.

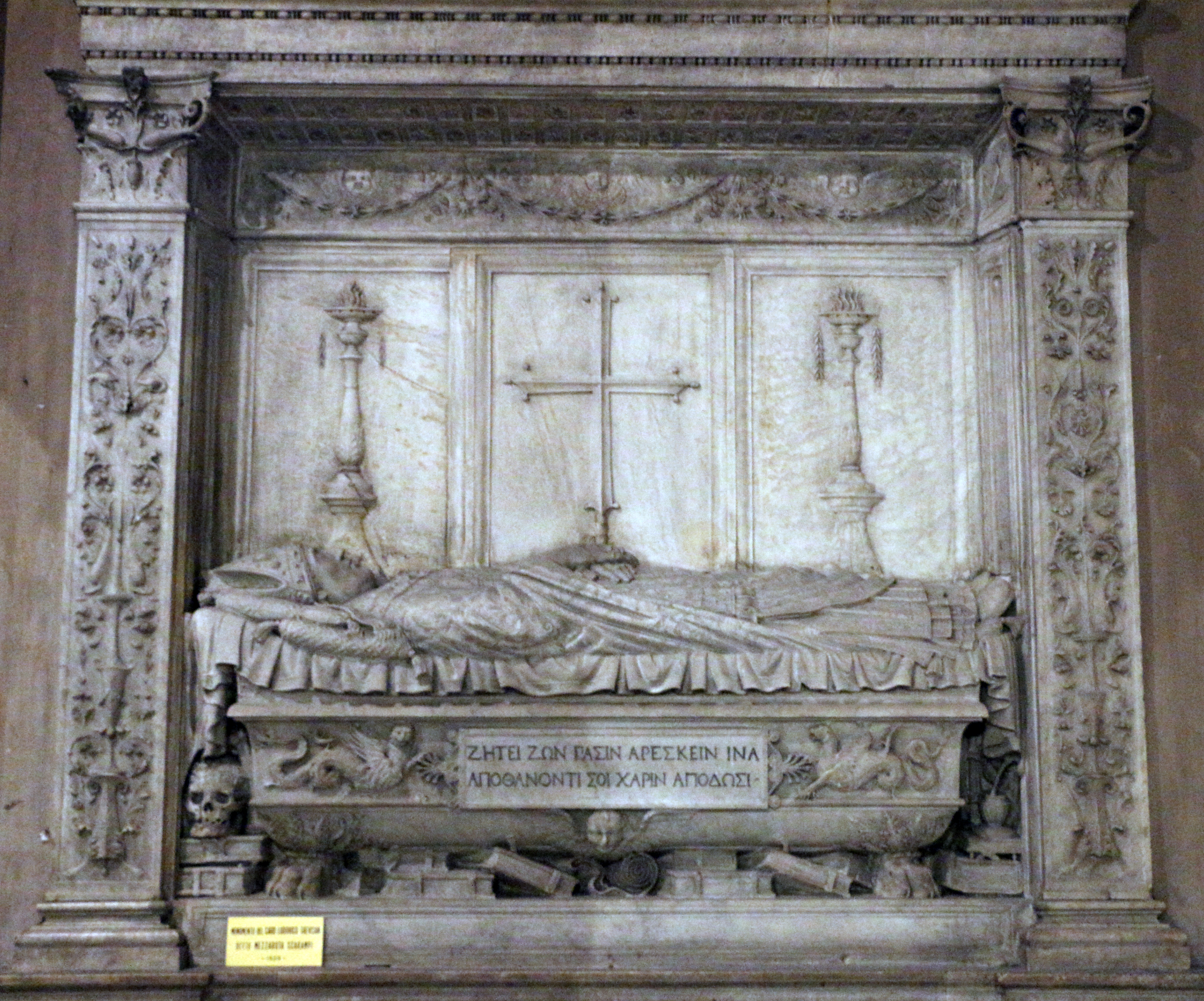
Grabmonument von Kardinal Ludovico Trevisan (Rom, San Lorenzo in Damaso, 1505)

### Bischof und Kardinal
1435 wurde er Bischof von Trogir (italienisch Traù), was er bis 1437 blieb. 1439 wurde er Patriarch von Aquileia. Diese Position hatte er bis zu seinem Tod inne.
Nach verschiedenen Reisen mit dem Papst und einer Legatentätigkeit in der Romagna nahm ihn Eugen IV. am 1. Juli 1440 ins Kardinalskollegium auf. Im selben Jahr wurde Trevisan Camerlengo, als solcher führte er während der Sedisvakanzen nach dem Tod des jeweiligen Papstes die Amtsgeschäfte der Kirche. Er unterstützte den Papst beim Wiederaufbau von Rom und half ihm auch militärisch bei der Sicherung des Kirchenstaates. Er war maßgeblich am Sturz Kardinal Giovanni Vitelleschis beteiligt, der zuvor im Auftrag des Papstes die Republik in Rom unterworfen hatte, jedoch nach Korrespondenz mit dem Condottiere Niccolò Piccinino selbst als Gegner Eugens galt. Kardinal Trevisan reiste in den folgenden Jahren als Legat durch Italien, kehrte mehrmals nach Rom zurück und nahm schließlich am Konklave von 1447 teil, das Nikolaus V. zum Papst wählte. Zusammen mit Francesco Condulmer (1390–1453) reiste Trevisan danach ins Königreich Neapel.
Acht Jahre später nahm er an der Wahl Calixts III. teil. Der neue Papst ernannte ihn zum Admiral der päpstlichen Flotte. In dieser Funktion eroberte er 1456 viele Inseln des Mittelmeers, deren Gouverneur er schließlich wurde.
Mit Calixts Nachfolger Pius II. geriet Trevisan in Konflikt, setzte sich beispielsweise 1459 vom Fürstenkongress in Mantua ab. Auch aus seiner persönlichen Abneigung gegen Kardinal Pietro Barbo machte er keinen Hehl. Als Barbo 1464 zu Papst Paul II. gewählt wurde, ernannte der ihn zum Kardinalbischof von Albano. Trotzdem behielt er seine Rivalität zu diesem Papst bei. Aus Verbitterung über dessen Wahl soll er dann auch gestorben sein.